# Tegan and Sara
Tegan and Sara sono un duo indie rock, pop, folk e synth canadese, formato dalle sorelle gemelle Tegan Rain Quin e Sara Keirsten Quin e attivo dal 1995.

## Storia del gruppo

### Formazione e primi lavori
Entrambe chitarriste, tastieriste ed autrici, Tegan e Sara iniziano a suonare e a comporre canzoni già all'età di 15 anni utilizzando la vecchia chitarra del loro patrigno, Bruce. Una delle primissime canzoni che hanno scritto è stata Tegan Didn't Go To School Today, originariamente scritta da Sara e successivamente cantata e registrata insieme. La loro prima band si chiamava Plunk, definita "light punk" in quanto non avevano né un batterista né un bassista. Nel 1997 usano lo studio di registrazione della loro scuola per registrare due album demo: Who's in Your Band? e Play Day. Nel 1998 vincono un concorso musicale (il Garage Warz) e con questo anche la possibilità di registrare il loro primo demo professionale, intitolato Yellow Tape.
Il 1999 è l'anno del loro debutto discografico, pubblicano Under Feet Like Ours, il primo e unico con il nome Sara and Tegan che in seguito venne cambiato in Tegan and Sara in quanto, a causa della pronuncia, la gente credeva si trattasse di un'artista solista chiamata Sara Antegan. Nel 2000 firmano un accordo con l'etichetta del cantautore Neil Young, la Vapor Records, con cui pubblicano il loro secondo album, This Business of Art.
Nel 2002, la band pubblica un terzo disco, If It Was You, seguito da So Jealous nel 2004. Quest'ultimo, uscito per la Sanctuary, porta al duo un più ampio successo commerciale, grazie anche alla nomination ricevuta ai Juno Award (la versione canadese dei premi Grammy) nella categoria riservata all'album alternativo dell'anno. L'album ha poi ottenuto una maggiore visibilità grazie anche alla presenza di diverse tracce, in particolare Where Does The Good Go? all'interno della serie televisiva Grey's Anatomy. Un'altra traccia, Walking with a Ghost, è stata poi reinterpretata dai The White Stripes, che l'hanno inserita nel loro EP Walking with a Ghost.

### Successomainstream
Il loro quinto album, The Con del 2007, realizzato con la co-produzione di Chris Walla dei Death Cab for Cutie, è considerato il disco della maturità musicale per il quale il duo si avvalse di un set strumentale molto più vario, che prevedeva l'utilizzo, oltre che delle immancabili chitarre, di tastiere e moog. Un altro punto di forza fu anche la collaborazione, in fase di registrazione, di diversi musicisti quali Jason McGerr dei Death Cab for Cutie, Kaki King, Matt Sharp dei The Rentals e Hunter Burgan della band AFI.
Sainthood, uscito nel 2009, segna il debutto del duo nelle classifiche di vendite statunitensi, posizionandosi al 21º posto (con un totale 24.000 copie nella prima settimana) della Billboard 200. La rivista Spin ha assegnato all'album quattro stelle su cinque e ha scritto: "La musica di Tegan e Sara potrebbe non essere più roba da adolescenti, ma la sua forza rimane nel modo in cui sembra che due persone dialoghino".
Nel 2011 hanno lanciato 2011: A Merch Odyssey, che vedeva almeno un nuovo articolo nei negozi online ufficiali ogni mese, tutto l'anno. Un pacchetto combinato CD / DVD live intitolato Get Along è stato pubblicato il 15 novembre e contiene tre film intitolati States, India e For the Most Part. Get Along è stato nominato ai Grammy Awards 2013 per il miglior video musicale in formato lungo.

### HeartthrobeLove You to Death
Il 20 febbraio 2012 iniziano a registrare il loro settimo album in studio, Heartthrob, da qui il primo singolo Closer viene rilasciato il 25 settembre 2012. L'album esce il 29 gennaio 2013 e debutta nella top 200 della Billboard classificandosi al 3º posto, il record più alto nelle classifiche della band fino ad oggi, con una vendita di 49.000 copie nella sua prima settimana. L'album debutta al 2º posto nella classifica canadese e dei download digitali e raggiunge il 1º posto nelle classifiche degli album rock e alternative. Nel luglio 2013 l'album è stato selezionato per il Polaris Music Prize.
Il 27 gennaio 2014 pubblicano, in collaborazione con i The Lonely Island, Everything Is Awesome, singolo utilizzato nella colonna sonora del film The LEGO Movie. che raggiunge la posizione più alta della Billboard Hot 100, classificandosi al 57º posto. Il brano viene eseguito dal vivo in occasione della notte degli Oscar.
Nel marzo 2014 la band vince tre Juno Awards per Singolo, Album pop e Gruppo dell'anno.

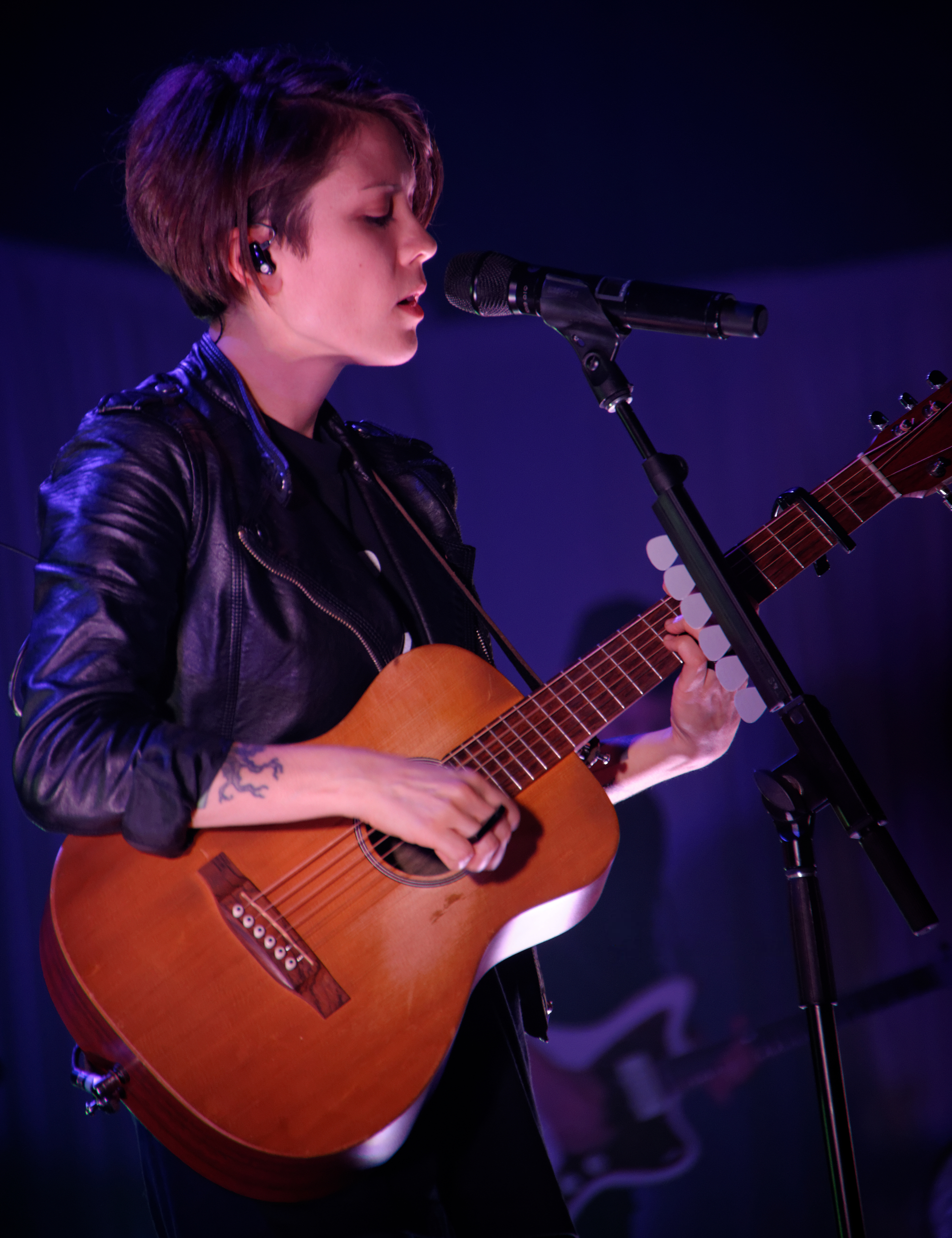
Tegan R. Quin, Hillside Festival - 2014.

Il 30 novembre 2015 terminano il loro ottavo album in studio e Il 10 marzo 2016 annunciano che il titolo sarebbe stato Love You to Death, prodotto da Greg Kurstin e anticipato dal singolo Boyfriend, diffuso l'8 aprile 2016.

### High School: libro, serie TV egraphic novel
L'11 dicembre 2018, annunciano la pubblicazione di un libro di memorie intitolato High School, in cui le sorelle scrivono della loro infanzia, adolescenza e delle loro prime relazioni mentre crescevano a metà degli anni '90 come adolescenti queer a Calgary, Alberta. Si parla anche dei loro inizi musicali, fino a quando la loro carriera ha iniziato a decollare. Il libro è scritto in capitoli alternati sia dal punto di vista di Tegan che da quello di Sara. Viene pubblicato nell'autunno 2019 insieme a un nuovo album, Hey, I'm Just Like You. Nel 2021 annunciano che il libro sarà adattato come serie TV originale per il servizio di streaming di Amazon e supportato da IMDb TV. Sarà prodotto esecutivamente dalle sorelle e dalla scrittrice-regista-attrice Clea DuVall. Ad interpretare Tegan e Sara ci saranno le Tiktoker gemelle Railey e Seazynn Gillilan.
Sempre dal libro verranno realizzati un graphic novel, disegnato da Tillie Walden con uscita prevista per il 30 maggio 2023, e l'audiolibro, con uscita prevista per il 18 luglio 2023 edito da Macmillan Publishers.
Il 16 gennaio 2024 annunceranno il sequel, Crush, disegnato sempre da Tillie Walden con uscita prevista il 1º ottobre 2024. Le sorelle porteranno in tournée l'opera, presentandola in otto città e chiacchierando con autori e autrici come Jillian Tamaki, Elamin Abdelmahmoud e Kosoko Jackson.

### Hey, I'm Just Like You
Hey, I'm Just Like You è il titolo del nono album composto da una sorta di reboot di dodici canzoni scritte in età adolescenziale e mai registrate fino ad ora. Viene rilasciato il 27 settembre 2019, tre giorni dopo l'uscita del loro libro di memorie.

### Social Live durante il periodo di COVID-19
Nell'aprile 2020 il duo crea un format in diretta social chiamato Where Does the Good Grow, per intrattenere i propri fan durante la pandemia di COVID-19. Le live si svolgevano ogni giovedì alle 15:00 PST sul loro account Instagram, fino al finale della serie il 23 luglio 2020.

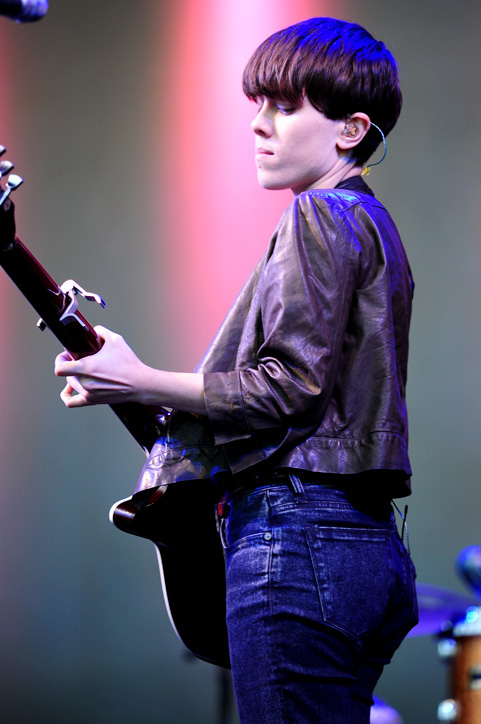
Sara K. Quin, NIB Stadio - 2010

Il 25 gennaio 2022 aprono una nuova rete di comunicazione social tramite newsletter sulla piattaforma di Substack a cui è possibile iscriversi anche gratuitamente. I Think We Are Alone Now il nome scelto per questa sorta di diario aperto con i fan, su cui pubblicano due volte a settimana diversi aspetti della loro vita in perfetto stile Tegan e Sara.

### Still JealouseCrybaby
Nel luglio 2021, comunicano un ritorno in studio per lavorare al loro decimo album mentre Il 1º febbraio 2022 annunciano, a sorpresa, Still Jealous, una rivisitazione completamente acustica di So Jealous, pubblicato poi l'11 febbraio 2022 in una prima versione in vinile con un caratteristico colore rosso.
Il 28 aprile 2022 esce il primo singolo tratto dal nuovo album, F*****g Up What Matter, viene presentato con una première live su YouTube insieme al video ufficiale.
Il 12 luglio 2022, durante una première su YouTube, esce il secondo singolo Yellow e il duo svela il nome del decimo album che sarà Crybaby con uscita prevista per il 21 ottobre 2022. L'uscita del nuovo album sarà accompagnata da un tour americano; le gemelle torneranno in live per la prima volta dal lockdown.
Il 24 agosto 2022, sempre durante una première su YouTube, esce il terzo singolo tratto dall'album, Faded like a Feeling, di cui un estratto era possibile ascoltarlo all'interno del film Crush, disponibile da aprile 2022 sulle piattaforme Hulu e Disney+.
Il 27 settembre 2022 esce l'ultimo singolo tratto dal nuovo album, I Can't Grow Up, presentato ancora una volta con una première live su YouTube.

## Fanatical: The Catfishing of Tegan and Sara
Nel luglio 2024 viene annunciato il documentario diretto da Erin Lee Carr (Britney vs Spears, At the Heart of Gold) Fanatical: The Catfishing of Tegan and Sara. A metà degli anni 2000, alcune fan di Tegan e Sara hanno iniziato a ricevere messaggi ed e-mail da Tegan Quin. I messaggi però non provenivano affatto da Tegan, ma qualcuno che fingeva di essere lei stava sfruttando la fiducia di una fanbase. L'hacker, noto alla band e a chi gli era vicino come Fake Tegan, o Fegan, avrebbe continuato questa violazione per 16 anni. Nel film, Carr e Tegan intervistano le vittime della falsa Tegan e indagano sulle tracce del truffatore nel tentativo di trovare l'imitatore che ha perseguitato Tegan, Sara ma soprattutto i loro amici e soci per oltre un decennio, causando anche ripercussioni sulla vita privata delle vittime.
La première mondiale è stata il 13 settembre 2024 al Toronto International Film Festival e la distribuzione è avvenuta il 18 ottobre dello stesso anno sulla piattaforma Hulu.

## Attivismo e coinvolgimento nella comunità LGBTQIA+
Entrambe le sorelle sono lesbiche dichiarate e punti di riferimento per la cultura LGBTQIA+ mondiale.
Nel 2012 sono apparse sulla copertina del numero "Protest" della rivista Under the Radar, fotografate con in mano un cartello con la scritta "I diritti della minoranza non dovrebbero mai essere soggetti al capriccio della maggioranza". Anche in Canada, hanno attivamente sostenuto gli studenti e le studentesse del Quebec nella loro protesta contro il governo provinciale. Negli Stati Uniti, entrambe hanno parlato durante i dibattiti sulla Proposition 8 della California.
Nel 2013, la band hanno collaborato con Coolhaus, la compagnia americana di gelati, per creare un sandwich gelato a favore del matrimonio tra persone dello stesso sesso. Il panino conteneva biscotti al doppio cioccolato e gelato al caramello salato ed è stato chiamato "Til Death Do Us Part".
Nel giugno 2014 si sono unite al WorldPride per esibirsi alla cerimonia di chiusura presso Yonge–Dundas Square, nel centro di Toronto.
Il 10 novembre 2016, invece di boicottare la Carolina del Nord per la HB2, Tegan e Sara si sono esibite all'Orange Peel e hanno donato i proventi a Equality North Carolina per combattere la legislazione. Ciò ha ispirato la band Matt & Kim a devolvere i proventi del merchandise. Nel dicembre dello stesso anno, sulla scia delle elezioni presidenziali negli Stati Uniti, le sorelle hanno fondato la Tegan and Sara Foundation, per la "giustizia economica, salute e rappresentanza delle ragazze e le donne LGBTQ". Da allora sono state numerose le collaborazioni finalizzate a raccogliere fondi; una per esempio con i cosmetici Kiehl's per rilasciare detergenti per il viso in edizione limitata, o ancora la realizzazione di The Con X: Covers, che ha visto la partecipazione di 17 artisti tra cui Ryan Adams, Cyndi Lauper, Grimes e i cui profitti, e una parte dei prezzi dei biglietti del tour per il decimo anniversario di The Con, sono andati alla Tegan and Sara Foundation.
Grazie all'espansione del loro pubblico, hanno guadagnato un profilo più alto nella comunità LGBTQIA+. Sono state premiate come miglior artista musicale ai GLAAD Media Awards, battendo musicisti di alto profilo come Lady Gaga ed Elton John.
Il duo ha collaborato con Revel & Riot per creare una maglietta che avrebbe finanziato la missione di Revel & Riot per i diritti LGBTQIA+. Sulla maglietta "Animals" si vedono Tegan e Sara, una tartaruga, una volpe, un koala, un pinguino e una libellula, tutti etichettati con i loro nomi latini. Il testo in basso recita "Il comportamento gay si trova in oltre 1500 specie. L'uguaglianza LGBTQ ora". Tutti i proventi della vendita vanno a beneficio del lavoro di Revel & Riot.
Nel 2018 vincono il premio del Governor General Performing Arts del National Arts Center Award canadese, che riconosce il lavoro di natura straordinaria di un singolo artista, o compagnia, per l'attivismo sociale nell'ultimo anno di performance.
Nel novembre 2023 vengono annunciate come vincitrici del Juno Humanitarian Award per i loro risultati ottenuti con la Fondazione. Il Premio riconosce infatti un artista canadese eccezionale o un leader del settore i cui contributi umanitari hanno migliorato positivamente il tessuto sociale del Canada e/o il cui impatto può essere sentito in tutto il mondo. Formalmente noto come Allan Waters Humanitarian Award, i destinatari devono mostrare una dedizione esemplare alle cause sociali, ambientali e umanitarie. Questo può essere fatto in una singola azione nota o con un impegno per tutta la vita. Il Premio verrà consegnato nel 2024 dall'attore candidato all'Oscar Elliot Page durante la premiazione, che si terrà presso lo Scotiabank Center il 24 marzo.

## Collaborazioni

### Insieme
Nel 2010 collaborano con Tiësto alle canzoni Feel It In My Bones, dell'album Kaleidoscope.
Nel 2012 Nel 2017 collaborano con Morgan Page al singolo Body Work.
Nel 2014 collaborano con i Night Terrors of 1927 alla canzone When You Were Mine.
Nel 2017 collaborano con: Morgan Page alla canzone Video dell'album In the Air, e gli All Time Low con il brano Ground Control, dell'album Last Young Renegade.
Nel 2021 collaborano con VINCINT alla canzone Gateaway, dell'album There Will Be Tears e con Beach Bunny nel remake della canzone Cloud 9. La prima versione è contenuta nell'album Honeymoon del 2020, in questa versione i testi sono stati rielaborati includendo i pronomi neutri.
Nel 2022 collaborano con la band Arkells alla canzone Teenage Tears, dell'album Blink Twice.
Nel 2024 collaborano con il DJ Felix Cartal alla canzone Right on time.

### Tegan
Ha collaborato con gli Against Me! alla canzone Borne of the FM Waves of the Heart, apparendo anche nel video musicale.
Ha cantato nei cori della canzone Saturday di Rachael Cantu.
Nell'aprile 2008, ha scritto e registrato una canzone intitolata His Love su richiesta di Augusten Burroughs come contributo alla versione audio del suo libro A Wolf at the Table. Insieme aprono l'evento SPIN.com's Liner Notes all'Housing Works Bookstore Café di New York, per raccogliere fondi per Housing Works, un'organizzazione no-profit i cui proventi andranno a beneficio dell'Housing Works, Inc., il più grande fornitore di servizi per l'AIDS della nazione controllato dalle minoranze.
Ha cantato con Jim Ward nel brano Broken Songs.
Nel 2011 canta con il rapper Astronautalis la canzone Contrails dell'album This Is Our Science, apparendo anche nel video musicale.
Collabora ad una delle canzoni del LP di Dan Mangan Unmake, intitolato Forgetery Redux.
Nel 2017 canta con Ria Mae nella canzone Broken.

### Sara
Ha cantato nella canzone dei The Reason We're So Beyond This e appare anche nel video musicale.
Nel 2011 è apparsa nel brano Why Even Try del rapper/cantautore/produttore Theophilus London tratto dal suo EP Lovers Holiday. Canta per Jonathan Coulton, nel remake dell'album Artificial Heart, nella canzone che Coulton scrisse per il gioco di Valve Portal, Still Alive. Ha suonato Try Sleeping with a Broken Heart di Alicia Keys da Burgundy Stain Sessions di Doveman.
Partecipa al video musicale di Kaki King in Pull Me Out Alive.
Nel 2012 collabora con l'ex membro degli Smashing Pumpkins, James Iha, cantando nei cori delle canzoni To Who Knows Where e Dream Tonight dell'album Look to the Sky.

## Vita privata
Tegan vive a Vancouver insieme alla compagna Sofia e la cagnolina Georgia, una Border Collie-German Shepherd Mix adottata subito dopo la pandemia di COVID-19, mentre Sara vive a Nord di Vancouver insieme alla compagna Stacy Reader, il loro figlio Sid e due Scottish Fold, Mickey e Holiday. Entrambe sono molto legate alla madre Sonia.

## Televisione, film, fumetti, libri e podcast
Tegan e Sara sono apparse in molti programmi televisivi americani, canadesi ed europei, tra cui The Ellen DeGeneres Show (2013), This Just Out, di Liz Fieldman (2008, 2009, 2015), Jimmy Kimmel Live! (2005, 2013), Jonovision, The Late Late Show with Craig Kilborn (2004), Late Night with Conan O'Brien (2005, 2007, 2009, 2012), Late Show with David Letterman (2000, 2008, 2012), The NewMusic, The Tonight Show with Jay Leno (2008, 2013), C à vous (2013), Comedy Bang! Bang! (2016), The Late Show with Stephen Colbert (2016, 2019), ZeD e The Late Night with Seth Meyers (2022).
Le loro canzoni sono state presenti nei film Dallas Buyers Club, The Lego Movie, GBF, Sweet November, These Girls e The Carmilla Movie, e nei programmi televisivi Degrassi: The Next Generation, 90210, Being Erica, Ghost Whisperer, Grey's Anatomy, The Hills, Hollyoaks, jPod, The L Word, Life Unexpected, Melrose Place, One Tree Hill, Parenthood, Rookie Blue, The Vampire Diaries, Veronica Mars, Waterloo Road, What's New?, Scooby-Doo?, Awkward, Riverdale, Girls e BoJack Horseman. Il singolo Closer è stata interpretata da Glee nell'episodio Feud. La canzone è usata anche nel teaser trailer della commedia indipendente del 2013, Exes e nell'episodio Loose Ends di The L Word: Generation Q. Le canzoni Closer e Back in Your Head sono state incluse nel videogioco del 2016 LOUD on Planet X.
Nel 2006, sono apparse nell'episodio Last Dance di The L Word; in un piccolo ruolo in cui hanno interpretato se stesse eseguendo la loro canzone Love Type Thing e hanno scambiato alcune battute con il personaggio principale Dana Fairbanks.
Nel 2008, sono apparse nel programma televisivo musicale per bambini Pancake Mountain dove hanno recitato in una scenetta ed eseguito le loro canzoni Back in Your Head, Hop a Plane e una versione acustica di Walking with a Ghost.
Nel 2010, sono apparse in Mamma Yamma della CBC, reinterpretando il loro singolo Alligator in una canzone per bambini.
Nel 2011, Sara è stata relatrice del programma della CBC Radio One Canada Reads, difendendo il graphic novel di Jeff Lemire Essex County. Il libro, il primo romanzo grafico ad essere presentato come parte di Canada Reads, è stato respinto dopo il primo round, ma in seguito si è classificato al primo posto in un sondaggio People's Choice raccogliendo più voti di tutti gli altri libri messi insieme.
Nel 2012, sono apparse nell'episodio 90210 eseguendo Closer e Now I'm All Messed Up.
Nel marzo 2013, durante il SXSW festival, sono state co-host degli MTVU Woodie Awards insieme al rapper Machine Gun Kelly.
Nel 2017 e nel 2019, sono state ospiti del podcast di Cameron Esposito, Queery.
Nel 2018 il duo compare nel numero 5 del fumetto Archie edito da Archie Comics. La storia è sceneggiata da Alex Segura e Matt Rosenberg, disegnata da Joe Eisma, Matt Herms e Jack Morelli con la copertina di Greg Smallwood.
Nel 2020 la loro canzone Make You Mine This Season è stata inclusa nel film Happiest Season con Kristen Stewart e Mackenzie Davis, diretto dalla loro amica, Clea DuVall.
Nel 2022 la canzone Faded Like A Feeling, contenuta nel loro decimo album, è stata inclusa nel film Crush, uscito sulle piattaforme streaming di Hulu e Disney+.
Nel 2022, Melody Lau, giornalista musicale e produttrice alla CBC Music, annuncia la pubblicazione del suo libro Tegan and Sara, modern heartthrobs per l'etichetta Invisible Pub.
Nel 2023, Tegan è ospite del Rocker Dog Podcast, il podcast che parla ai rocker delle o dei loro compagne/i canini in un'intervista.

## Formazione
- Tegan Rain Quin – voce, chitarra, tastiera e piano
- Sara Keirsten Quin – voce, chitarra, tastiera e piano

## Band di supporto

### Attuale
- Adam Christgau – batteria
- Grant Zubritsky – chitarra e tastiere
- Kirk Schoenherr – basso

### Ex componenti
- Aaron Burke – batteria (1998-1999)
- Marc Tremblay – basso (1998-1999)
- Chris Carlson – basso (2002-2006)
- Rob Chursinoff – batteria (2002-2006)
- Ted Gowans – chitarra, tastiere (2004-2014)
- Johnny "Five" Andrews – batteria (2005-2010)
- Dan Kelly – basso (2007)
- Shaun Huberts – basso (2007-2010)
- Jason McGerr – batteria (2012)
- Jasper Leak – basso, tastiera basso (2012-2014)
- John Spence – tastiere (2012-2014)
- Adam Christgau – batteria (2013–2014)
- Eva Gardner – basso (2016)
- Brendan Buckley – batteria (2016-2017)
- Vivi Rama – basso (2017)
- Gabrial McNair – tastiere (2016–2017)
- Tim Mislock – chitarra (2017)
- John Spence – tastiere, sintetizzatore (2019)
- Jasper Leak – basso (2019)
- Ted Gowans – chitarra, tastiere (2019)
- Jason McGerr – batteria (2019)
- Isaac Bolivar – chitarra, tastiera (2022-2023)

## Discografia

### Album in studio
- 1999 – Under Feet Like Ours
- 2000 – This Business of Art
- 2002 – If It Was You
- 2004 – So Jealous
- 2007 – The Con
- 2009 – Sainthood
- 2013 – Heartthrob
- 2016 – Love You to Death
- 2019 – Hey, I'm Just Like You
- 2022 – Crybaby

### Raccolte
- 2017 – Tegan and Sara Present the Con X: Covers

### EP
- 2002 – Tegan and Sara EP
- 2007 – I'll Take the Blame
- 2008 – Live Session
- 2012 – In Your Head - An Introduction to Tegan and Sara

### Singoli
- 2000 – The First
- 2003 – Time Running
- 2003 – I Hear Noises
- 2003 – Living Room
- 2003 – Monday Monday Monday
- 2004 – Walking with a Ghost
- 2004 – Speak Slow
- 2007 – Back in Your Head
- 2007 – The Con
- 2008 – Call It Off
- 2009 – Hell
- 2010 – Alligator
- 2010 – On Directing
- 2010 – Northshore
- 2012 – Closer
- 2013 – I Was a Fool
- 2013 – Goodbye, Goodbye
- 2014 – Everything Is Awesome (feat. The Lonely Island)
- 2016 – Boyfriend
- 2016 – 100x
- 2016 – Stop Desire
- 2019 – I'll Be Back Someday
- 2022 – F*****g Up What Matter
- 2022 – Yellow
- 2022 – Faded like a Feeling
- 2022 – I Can't Grow Up

## Videografia

### Videoclip
- The First (2000, regia di Sean Michael Turrell)
- I Hear Noises (2002, regia di Sean Michael Turrell)
- Monday Monday Monday (2003, regia di Christopher Mills)
- Living Room (2003, regia di Kaare Andrews)
- Walking with a Ghost (2004, regia di Troy Nixey)
- Speak Slow (2005, regia di Tegan Quin/Angela Kendall/Brian Dutkewich)
- This is Everything (regia di Angela Kendall)
- Back in Your Head (2007, regia di Jamie Travis)
- The Con (2007, regia di Suzie Vlcek)
- Call it Off (2008, regia di Angela Kendall)
- Hell (2009, regia di Jamie Travis)
- Alligator (2010, regia di Marc de Pape)
- On Directing (2010, regia di Angela Kendall)
- Northshore (2010, regia di Angela Kendall)
- Closer (2012, regia di Isaac Rentz)
- Now I'm All Messed Up (2013, regia di Travis Hopkins)
- I Was a Fool (2013, regia di Shane Drake)
- Boyfriend (2016, regia di Clea DuVall)
- U-turn (2016, regia di Seth Bogart)
- 100x (2016, regia di Jess Rona)
- BWU (2016, regia di Clea DuVall)
- Hang on to the Night (2016, regia di Lisa Hanawalt)
- White Knuckles (2016, regia di Minister Akins)
- Stop Desire (2016, regia di Allister Ann)
- Dying to Know (2016, regia di Nathan Boey)
- That Girl (2016, regia di Allister Ann)
- I Know I'm Not the Only One (2020, regia di Emma Higgins)
- F*****g Up What Matters (2022, regia di Tony Wolski)
- Yellow (2022, regia di Mark Myers)
- Faded like a Feeling (2022, regia di Mark Myers)
- I Can't Grow Up (2022, regia di Mark Myers)

### DVD
- It's Not Fun, Don't Do It! (2006)
- The Con - The Movie (2007)
- Get Along (2011)

## Premi e riconoscimenti
| Anno | Premio                        | Categoria                                                                                      | Opera                     | Risultato  |
| ---- | ----------------------------- | ---------------------------------------------------------------------------------------------- | ------------------------- | ---------- |
| 2000 | YTV                           | Band/Musical Group Achievement Award                                                           | Tegan and Sara            | Vincitrici |
| 2003 | Western Canadian Music Awards | Outstanding Pop Recording                                                                      | If It Was You             | Vincitrici |
| 2006 | Juno Awards                   | Alternative Album of the Year                                                                  | So Jealous                | Candidate  |
| 2007 | Juno Awards                   | Music DVD of the Year                                                                          | It's Not Fun Don't Do It  | Candidate  |
| 2008 | Juno Awards                   | Alternative Album of the Year                                                                  | The Con                   | Candidate  |
| 2008 | Polaris Music Prize           | Polaris Music Prize Longlist                                                                   | The Con                   | Candidate  |
| 2008 | MVPA Awards                   | Best Alternative Video                                                                         | The Con                   | Candidate  |
| 2009 | Studio8                       | Song of August 2009                                                                            | The Con                   | Vincitrici |
| 2010 | Juno Awards                   | Alternative Album of the Year                                                                  | Sainthood                 | Candidate  |
| 2010 | Polaris Music Prize           | Polaris Music Prize Shortlist                                                                  | Sainthood                 | Candidate  |
| 2010 | Western Canadian Music Awards | International Achievement Award                                                                | Tegan and Sara            | Vincitrici |
| 2011 | Indie Awards                  | Group or Duo of the Year                                                                       | Tegan and Sara            | Candidate  |
| 2012 | Juno Awards                   | Music DVD of the Year                                                                          | Get Along                 | Candidate  |
| 2013 | Grammy Awards                 | Best Long Form Music Video                                                                     | Get Along                 | Candidate  |
| 2013 | MTVU Woodie Awards            | Tag Team Woodie                                                                                | Body Work                 | Candidate  |
| 2013 | NewNowNext Awards             | That's My Jam                                                                                  | Closer                    | Candidate  |
| 2013 | Canadian Radio Music Award    | Best New Group - Dance/Urban/Rhythmic                                                          | Closer                    | Vincitrici |
| 2013 | MuchMusic Video Awards        | International Video of the Year by a Canadian                                                  | Closer                    | Candidate  |
| 2013 | Polaris Music Prize           | Polaris Music Prize Shortlist                                                                  | Heartthrob                | Candidate  |
| 2013 | MTV Europe Music Awards       | Best Canadian Act                                                                              | Tegan and Sara            | Candidate  |
| 2013 | Rober Awards Music Poll       | Guilty Pleasure                                                                                | Tegan and Sara            | Vincitrici |
| 2014 | World Music Awards            | World's Best Group                                                                             | Tegan and Sara            | Candidate  |
| 2014 | World Music Awards            | World's Best Live Act                                                                          | Tegan and Sara            | Candidate  |
| 2014 | World Music Awards            | World's Best Song                                                                              | I Was a Fool              | Candidate  |
| 2014 | GLAAD Media Awards            | Outstanding Music Artist                                                                       | Tegan and Sara            | Vincitrici |
| 2014 | Juno Awards                   | Group of the Year                                                                              | Tegan and Sara            | Vincitrici |
| 2014 | Juno Awards                   | Songwriter of the Year                                                                         | Tegan and Sara            | Candidate  |
| 2014 | Juno Awards                   | Pop Album of the Year                                                                          | Heartthrob                | Vincitrici |
| 2014 | Juno Awards                   | Single of the Year                                                                             | Closer                    | Vincitrici |
| 2014 | Canadian Radio Music Award    | Best New Group/Solo Artist - Mainstream AC                                                     | Tegan and Sara            | Vincitrici |
| 2014 | Canadian Radio Music Award    | Fans' Choice                                                                                   | Tegan and Sara            | Candidate  |
| 2014 | Canadian Radio Music Award    | SOCAN Song of the Year                                                                         | Closer                    | Candidate  |
| 2014 | MuchMusic Video Awards        | Pop Video of the Year                                                                          | Goodbye, Goodbye          | Candidate  |
| 2016 | BDSCertified Spin Awards      | Feel It in My Bones (feat Tiësto)                                                              | 50,000 Spins              | Vincitrici |
| 2016 | Rober Awards Music Poll       | Guilty Pleasure                                                                                | Tegan and Sara            | Candidate  |
| 2017 | NME Awards                    | Best International Band                                                                        | Tegan and Sara            | Candidate  |
| 2017 | Juno Awards                   | Group of the Year                                                                              | Tegan and Sara            | Candidate  |
| 2017 | Juno Awards                   | Songwriter of the Year                                                                         | Tegan and Sara            | Candidate  |
| 2017 | Juno Awards                   | Pop Album of the Year                                                                          | Love You To Death         | Candidate  |
| 2017 | GLAAD Media Awards            | Outstanding Music Artist                                                                       | Tegan and Sara            | Vincitrici |
| 2017 | British LGBT Awards           | Best Music Act                                                                                 | Tegan and Sara            | Candidate  |
| 2018 | British LGBT Awards           | Best Music Act                                                                                 | Tegan and Sara            | Candidate  |
| 2018 | Governor General's Awards     | Performing Arts Award                                                                          | Tegan and Sara            | Vincitrici |
| 2018 | NYCLU                         | Liberty Award                                                                                  | Tegan and Sara            | Vincitrici |
| 2020 | NME Awards                    | Best Music Book                                                                                | High School               | Candidate  |
| 2020 | Queerty Awards                | Memorable Memoir                                                                               | High School               | Candidate  |
| 2020 | Alex Awards                   | Top 10 Best Adult Books                                                                        | High School               | Vincitrici |
| 2020 | GLAAD Media Awards            | Outstanding Music Artist                                                                       | Hey, I'm Just Like You    | Candidate  |
| 2024 | Juno Awards                   | Humanitarian Award for their work with the LGBTQ+ community at the 2024 Juno Awards in Halifax | Tegan and Sara Foundation | Vincitrici |
| 2024 | Polaris Music Prize           | Slaight Family Polaris Heritage Prize, Public Vote                                             | So Jelous                 | Vincitrici |